# Holme Parkvej
 Der er for få eller ingen kildehenvisninger i denne artikel, hvilket er et problem. Du kan hjælpe ved at angive troværdige kilder til de påstande, som fremføres i artiklen.

Holme parkvej er et villakvarter i det sydlige Aarhus, som ligger cirka 7-8 kilometer fra Aarhus centrum.

## Historie
Holme er en tidligere landsby beliggende syd for Aarhus. Frem til kommunalreformen i 1970 blev kun området nord for den gamle landsby inddraget i den fremadskridende forstadsudvikling i tilknytning til Aarhus. Området syd for landsbyen forblev landligt med tre gårde: Kalkærgård, Søndergård og Marienlyst. I perioden mellem 1970 og 2000 skete der en gradvis udvidelse af bebyggelsen især vest for Holme Parkvej boligområde. Som led i byplanlægningen blev anlagt en ny ringvej kaldet Ringvej Syd sønden om landsbyens område. Efter anlæggelsen af ringvejen blev også det område, der omfatter Holme Parkvej bebyggelsen inddraget til bebyggelsesudvikling.
Første etape blev opført omkring 2002-3. Senere, omkring 2005 blev stamvejen forlænget sydpå.

## Bebyggelsen
Bebyggelsen er opført i flere omgange. Hele bebyggelsen er opført som murstensbyggeri, fortrinsvis rækkehuse i et plan. De enkelte boliger har 2-4 værelser, og alle har en egen have.
I boligarealet forekommer fælleshuse.

## Vejnet
Bebyggelsen har nominelt kun een vej: Holme Parkvej. Reelt består denne vej af flere bestanddele.
Fra Ringvej Syd mod nordøst fører en stamvej ind i bebyggelsen. Den slår et sving og fortsætter mod vest, hvor den slår et nyt sving og fortsætter mod syd. En nyere tilføjelse er tilføjet i syd i øst-vestlig retning. For enden af vejen findes en vendeplads.
Stamvejen er betjent med lokalbusser. På grund af bebyggelsens størrelse er der flere busstoppesteder i bebyggelsen.
Fra stamvejen udgår flere boligveje. Nogle af disse er udformet som lukkede ("blinde") veje, andre som sluttede ringveje. Disse veje er markerede med skiltning for "legende børn".

## Lokalplaner
Området er omfattet af flere lokalplaner:
Lokalplan 112 for et blandet bolig- og erhvervsområde (sydlige del)
Lokalplan 180 for et blandet bolig- og erhvervsområde (vestlige del)
Lokalplan 242 for et boligområde (nordlige del)